# 포스토 구에르조니

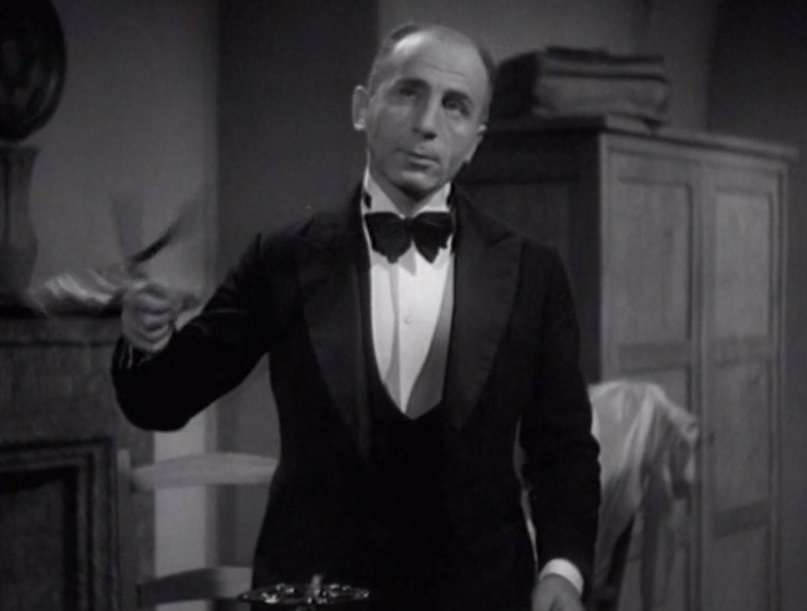

포스토 구에르조니(Fausto Guerzoni, 1903년 6월 13일 ~ 1967년 7월 1일)는 이탈리아의 배우이다.
로마에서 사망하였다.

## 영화
- 매저스트레이트 (1959년)
- 흑인 오르페 (1959년)
- 라드로 루이, 라드라 레이 (1958년)
- 소렌토의 염문 (1955년)
- 이방인의 땅 (1954년)
- 이지 이어스 (1953년)
- 빵과 사랑과 꿈 (1953년)
- 그의 마지막 12시간 (1951년)
- 자전거 도둑 (1948년)
- 수녀원의 가리발디 병사 (1941년)